# Los tontos y los estúpidos
Los tontos y los estúpidos és una pel·lícula dramàtica espanyola del 2014 dirigida per Roberto Castón on es critica la visió de la família tradicional. Ha estat produït per Bitart Media i Ilusión Óptica amb la col·laboració de l'Institut de la Cinematografia i de les Arts Audiovisuals (ICAA), del Govern Basc i del ProgramaMEDIA.

## Sinopsi
Mario, Paula, Miguel i Lourdes formen part d'un grup de professionals de cinema que estan assajant en un plató el guió d'una pel·lícula anomenada Los tontos y los estúpidos. De la mà del director, però, transformaran el guió amb diàlegs entre uns i altres, a l'estil "cinema dins del cinema", per tal de construir els personatges, de manera que mostraran com s'enfronten a les seves relacions, tant amoroses com sexuals. Finalment, els tontos seran aquells que assoleixen la felicitat per manca de pretensions capricioses, i els estúpids, que tracten de forçar les situacions.

## Repartiment
- Roberto Álamo	...	Director
- Cuca Escribano	...	Paula
- Fidel Betancourt ...	Mosso supermercat
- Aitor Beltrán	 ...	Miguel
- Nausicaa Bonnín	 	...	Lourdes
- Josean Bengoetxea	 ...	Mario
- Lucía Gutiérrez...	Parella hospital
- David Villanueva ...	Parella hospital
- Ohiane P. Etxebarria	 ...	Itziar
- Erika Olaizola ...	Ainhoa
- Gregory Brossard	 ...	André
- Vicky Peña...	Mare de Lourdes
- Elisabet Gelabert...	Germana de Lourdes

## Producció
El director aposta per un plantejament innovador i coral amb la fórmula de cinema dins del cinema sense attrezzo ni exterior en el qual s'endinsa en el treball d'un grup de professionals que entra en un plató per a assajar i discutir sobre un guió, i com l'únic escenari l'hangar on es roda, provocada pels retalls amb les subvencions al cinema.

## Nominacions i premis
Al Festival Internacional de Cinema de Sant Sebastià 2014 fou nominada Premi Kutxa Nuev@s Director@s i al Premi Sebastiane. També fou nominada a la "Violette d'or" al Festival de Cinema d'Espanya de Tolosa de Llenguadoc i participà al Pink Screens de Brussel·les i a Cine Horizontes de Marsella. Vicky Peña també fou nominada al Gaudí a la millor actriu secundària.